# TATAMI
TATAMI（タタミ）は、ボストンで結成された多国籍ターンテーブルユニットである。POP UP SOUNDS所属。

## 概要
2007年デビュー。"世界平和のために愛を音楽で統治することがミッション"としている。「NU-CLA-SICK」に収録されている「joyful」はビクターのCM曲に採用された。iTunes Music Storeでは「I　Know」が無料配信されていた。2007年9月、岡島秀樹のファンであるCaptain Kenがプロデュース、Eager Lushが作詞、作曲を担当した「Okajima OKI－DOKI」が岡島のテーマソングに採用され、地元紙でも取り上げられる。
ちなみに「KNOCKING AT THE DOOR」は松任谷由実のEXPO一周年記念コンサートの為にPOP UP SOUNDS(Produce/Captain Ken Compose/Eager Lush)がプロデュースした曲である。

## メンバー
彼らはバークリー音楽大学（BERKLEE SCHOOL OF MUSIC）を卒業している。
リーダーはCaptain Ken
- Captain Ken
- DJ Hurricane
- Long Long Sally
- RK-1

## 作品
「NU-CLA-SICK」―2007年8月8日
クラシック音楽の曲をカバーしたデビューアルバム。
1. Joyful ～from Beethoven“Symphony＃9”
2. Moonlight ～from Debussy“Moonlight”
3. I know ～from Schuman“Traumerei”
4. I Don’t Want ～from Dvorak“New World”
5. Lost Princess ～from Ravel“Pavane”
6. Knockin’At The Door from Beethoven“Symphony＃5”
7. Can You Feel It from Satie“Gymnopedie＃1”
8. Got To Get On Now from Chopin“Etude＃3”
9. This Can’t Be Wrong from Elger“Pomp＆Circumstance”

「MILD MILES」
ジャズミュージシャンマイルス・デイヴィスの曲をアレンジしている。
1. Four
2. Counting On Engeles
3. Tune Up
4. Fredy Freeloder
5. Foot Prints

「ANNIVERSARY」TATAMI＋KAOLINとして発表された。松任谷由実の曲「ANNIVERSARY」のカバー曲。
1. ANNIVERSARY
2. Tell me why

「Lovers At Fenway Park」
1. Okajima OKI-DOKI 「オカジマ、オキドキ、オカジマ、オキドキ…」と繰り返すだけのダンス曲。
2. It's All Right
3. So Para Min
4. Green Monster